# County Kildare
Kildare (irisch Cill Dara, dt. „Eichenkirche“) ist ein County im Osten der Provinz Leinster in der Republik Irland. Im Nordosten des Countys liegt die gleichnamige Stadt Kildare.

## Geografie
Die Landschaft ist weitgehend flach. Die höchste Erhebung ist mit 379 m der Cupidstown Hill am Rande der Wicklow Mountains.
Im Nordwesten liegt das mit 960 km² größte Hochmoor Irlands, der Bog of Allen (Móin Alúine).
Im Nordosten liegt die Ebene des Curragh of Kildare.
Die drei Flüsse Barrow, Liffey und Boyne durchfließen das County.

## Geschichte
Erste Spuren menschlicher Besiedelung sind bereits aus der Jungsteinzeit bekannt. Häufiger sind aber die Monumente aus der Bronzezeit und der Eisenzeit wie Menhire und das Dun Aillinne Hillfort.
Frühchristliche Klosteranlagen sind ab 470 bekannt; zu dieser Zeit gründete hier auch die Heilige Brigid ein Kloster in der Nähe einer Ansammlung von Eichen, was der Gegend ihren Namen gab. Nach der Anglonormannische Eroberung von Irland unter Richard de Clare, 2. Earl of Pembroke (besser als Strongbow bekannt) fiel die Gegend unter den Herrschaftsbereich der Normannen.
Bereits 1297 wurde die administrative Einheit, die jetzt als County Kildare bekannt ist, gegründet. Deren heutige Grenzen wurden 1832 festgelegt.
Während des Aufstands der United Irishmen im Jahre 1798 kam es auch in Kildare zu Kämpfen. Einer der Anführer, Theobald Wolfe Tone, wurde nach seiner Hinrichtung in Bodenstown in der Nähe von Naas begraben.
Die Industrialisierung Kildare begann durch Quäker in der ersten Hälfte des 18. Jahrhunderts. 1726 errichtete Abraham Shackleton die erste Fabrik in Ballitore. Arthur Guinness pachtete 1755 eine erste Brauerei in Leixlip, die er später nach Dublin verlegte. Seit 1764 wurden in Loughlinstown bei Celbridge landwirtschaftliche Geräte und Maschinen gefertigt. Während der Großen Hungersnot Mitte des 19. Jahrhunderts war Kildare weniger betroffen als viele andere Countys.
Nach der Unabhängigkeit im Jahre 1922 wurden die britischen Soldaten, die viele Kasernen im County Kildare hatten, abgezogen, was sich wirtschaftlich nachteilig auswirkte. In den 1930er Jahren wurden deshalb verstärkt neue Industrien angesiedelt.
Erst der wirtschaftliche Aufschwung Irlands ab Mitte der 1990er Jahre brachte eine große Wende. So stieg die Bevölkerungszahl von 122.516 Einwohnern im Jahre 1991 auf 222.130 im Jahre 2016.

## Wirtschaft
Die Landwirtschaft besteht in der Hauptsache aus Rinderzucht, Milchwirtschaft und Schafhaltung; der Ackerbau umfasst den Anbau von Gerste, Weizen und Zuckerrüben. Es gibt Textil- und Papierindustrie sowie Landmaschinenbau. Auch internationale Konzerne der Hightech-Branche haben sich hier angesiedelt; so gibt es etwa in Leixlip eine Chipfabrik von Intel. Der Nordosten der Grafschaft gehört zum wirtschaftlichen Einzugsgebiet von Dublin.
Große Bedeutung hat auch der Pferdesport. So liegt das Irische Nationalgestüt südlich der Stadt Kildare, und das County hat mit dem Curragh- und dem Punchestown-Racecourse zwei bekannte Pferderennbahnen.

## Transport
Gegen Ende des 18. Jahrhunderts wurde der Grand Canal von Dublin zum Shannon mit einem Abstecher nach Süden gebaut; dieser führt durch das County und auch der Royal Canal berührt es im Norden für einige Kilometer. Beide haben keine wirtschaftliche Bedeutung mehr, werden aber seit ihrer Renovierung von Bootsfahrern mit ihren Freizeitbooten genutzt.
Die Bahnlinien von Dublin nach Südosten (Waterford), (Süden) Cork und Kerry sowie nach Limerick, Galway und Mayo im Westen führen alle durch Kildare. Ebenso gilt das für die Buslinien, die wie auch der Individualverkehr von den neuererbauten Autobahnen profitieren.

## Politik
Die Sitzverteilung im Kildare County Council (Comhairle Contae Chill Dara) nach der Kommunalwahl im Juni 2024 ist:
| Partei           | Sitze |
| ---------------- | ----- |
| Fianna Fáil      | 12    |
| Fine Gael        | 11    |
| Social Democrats | 7     |
| Labour Party     | 5     |
| Sinn Féin        | 1     |
| Unabhängige      | 4     |

Für die Wahlen in das irische Parlament (Dáil Éireann) ist Kildare in die zwei Wahlkreise Kildare North und Kildare South aufgeteilt, diese senden zusammen neun Abgeordnete dorthin. Bei der Wahl 2024 gab es folgendes Ergebnis:
| Partei           | Sitze |
| ---------------- | ----- |
| Fianna Fáil      | 3     |
| Fine Gael        | 2     |
| Sinn Féin        | 2     |
| Sozialdemokraten | 1     |
| Labour Party     | 1     |

## Sehenswürdigkeiten
- Ardrass Church, Kirche
- Broadleas Commons Steinkreis
- Castledermot, mit zwei Hochkreuzen, Rundturm und der Ruine eines Franziskanerklosters
- Dun Aillinne Hillfort
- Menhir von Punchestown
- Motte von Ardscull
- Irisches Nationalgestüt und Japanischer Garten
- Kildare, Kathedrale mit Hochkreuz und besteigbarem Rundturm
- Moone, Kirche und Hochkreuz
- Kloster Old Kilcullen, Hochkreuz und Rundturm
- Oughterard, Kirche und Rundturm

## Persönlichkeiten
- Arthur Guinness (1725–1803), Begründer der bekannten Guinness-Brauerei mit der dazugehörigen Biermarke Guinness
- Jack Dempsey (The Nonpareil) (1862–1895), Boxweltmeister im Mittelgewicht
- Ernest Shackleton (1874–1922), Polarforscher
- Thomas Harris (1895–1974), Politiker
- Patrick Malone (1916–1993), Politiker
- Brendan Crinion (1923–1989), Politiker
- Patrick Norton (* 1928), Politiker
- Thomas Joseph Flanagan (1930–2019), irisch-US-amerikanischer Geistlicher und römisch-katholischer Weihbischof von San Antonio
- Christy Moore (* 1945), Musiker
- Gerry Brady (* 1948), Politiker
- Damien Rice (* 1973), Musiker
- Aisling Bea (* 1984), Schauspielerin und Komikerin
- Devon Murray (* 1988), Schauspieler
- Naoise Ó Cearúil (* 1989), Politiker
- Hayley Nolan (* 1997), Fußballspielerin